# Olympische Sommerspiele 1980/Teilnehmer (Tschechoslowakei)
| Gelbes Symbol für Goldmedaillen mit stilisierten Olympischen Ringen | Graues Symbol für Silbermedaillen mit stilisierten Olympischen Ringen | Braundes Symbol für Bronzemedaillen mit stilisierten Olympischen Ringen |
| ------------------------------------------------------------------- | --------------------------------------------------------------------- | ----------------------------------------------------------------------- |
| 2                                                                   | 3                                                                     | 9                                                                       |

Die Tschechoslowakei nahm an den Olympischen Sommerspielen 1980 in Moskau mit einer Delegation von 209 Athleten (162 Männer und 47 Frauen) an 114 Wettkämpfen in 21 Sportarten teil. 
Die tschechoslowakischen Sportler gewannen zwei Gold-, drei Silber- und neun Bronzemedaillen, womit die Tschechoslowakei den 13. Platz im Medaillenspiegel belegte. Olympiasieger wurden der Gewichtheber Ota Zaremba im 1. Schwergewicht und die Fußballmannschaft der Männer. Fahnenträger bei der Eröffnungsfeier war der Ringer Vítězslav Mácha.

## Teilnehmer nach Sportarten

### Basketball
Männer
- 9. Platz
Dušan Žáček
Jaroslav Skála
Peter Rajniak
Jiří Pospíšil
Stanislav Kropilák
Zdeněk Kos
Vlastibor Klimeš
Gustav Hraška
Vlastimil Havlík
Zdeněk Douša
Kamil Brabenec
Pavol Bojanovský

### Bogenschießen
Männer
- František Hadaš
Einzel: 24. Platz

Frauen
- Zdenka Padevětová
Einzel: 4. Platz

- Jitka Dolejší
Einzel: 20. Platz

### Boxen
Männer
- Miroslav Šandor
Federgewicht: in der 1. Runde ausgeschieden

- Miroslav Pavlov
Weltergewicht: in der 1. Runde ausgeschieden

- Ján Franek
Halbmittelgewicht: Bronze

### Fechten
Männer
- František Koukal
Florett: 29. Platz

- Jaroslav Jurka
Florett: 13. Platz
Degen: 7. Platz
Degen Mannschaft: 6. Platz

- Oldřich Kubišta
Degen: 21. Platz
Degen Mannschaft: 6. Platz

- Jiří Douba
Degen: 31. Platz
Degen Mannschaft: 6. Platz

- Jaromír Holub
Degen Mannschaft: 6. Platz

- Jiří Adam
Degen Mannschaft: 6. Platz

Frauen
- Katarína Lokšová-Ráczová
Florett: 7. Platz

### Fußball
- Gold 
Jan Berger
František Kunzo
Verner Lička
Luděk Macela
Josef Mazura
Petr Němec
Jaroslav Netolička
Lubomír Pokluda
Libor Radimec
Oldřich Rott
Zdeněk Rygel
Stanislav Seman
Zdeněk Šreiner
František Štambacher
Jindřich Svoboda
Rostislav Václavíček
Ladislav Vízek

### Gewichtheben
- František Nedvěd
Federgewicht: 6. Platz

- Dušan Drška
Leichtgewicht: 9. Platz

- Dušan Poliačik
Halbschwergewicht: Bronze

- Dalibor Řehák
Mittelschwergewicht: 4. Platz

- Lubomír Sršeň
Mittelschwergewicht: 6. Platz

- Ota Zaremba
1. Schwergewicht: Gold

- Anton Baraniak
1. Schwergewicht: 7. Platz

- Pavel Khek
2. Schwergewicht: Wettkampf nicht beendet

- Rudolf Strejček
Superschwergewicht: 4. Platz

- Bohuslav Braum
Superschwergewicht: 5. Platz

### Handball
Frauen
- 5. Platz
Daniela Trandžíková-Nováková
Priska Polačeková
Viola Pavlasová
Jolana Némethová
Katarína Lamrichová
Jana Kuťková
Mária Končeková
Petra Komínková
Alena Horalová
Milena Foltýnová-Gschiessl
Věra Datínská
Elena Brezányová
Elena Boledovičová

### Hockey
Frauen
- 5. Platz
Lenka Vymazalová
Marta Urbanová
Marie Sýkorová
Iveta Šranková
Viera Podhányiová
Květa Petříčková
Jana Lahodová
Alena Kyselicová
Jiřina Křížová
Jarmila Králíčková
Jiřina Kadlecová
Ida Hubáčková
Berta Hrubá
Jiřina Hájková
Jiřina Čermáková
Milada Blažková

### Judo
- Pavel Petřikov
Superleichtgewicht: 5. Platz

- Jaroslav Kříž
Halbleichtgewicht: 7. Platz

- Vladimír Bárta
Halbmittelgewicht: im Achtelfinale ausgeschieden

- Jaroslav Nikodým
Halbschwergewicht: in der 1. Runde ausgeschieden

- Vladimír Kocman
Schwergewicht: Bronze

### Kanu
Männer
- Felix Masár
Einer-Kajak 500 m: 8. Platz
Einer-Kajak 1000 m: 6. Platz

- Jiří Svoboda
Zweier-Kajak 500 m: im Halbfinale ausgeschieden
Zweier-Kajak 1000 m: im Halbfinale ausgeschieden

- Vladimír Dolejš
Zweier-Kajak 500 m: im Halbfinale ausgeschieden
Zweier-Kajak 1000 m: im Halbfinale ausgeschieden

- Radomír Blažík
Einer-Canadier 500 m: 8. Platz

- Libor Dvořák
Einer-Canadier 1000 m: 4. Platz

- Jiří Vrdlovec
Zweier-Canadier 500 m: 5. Platz
Zweier-Canadier 1000 m: 5. Platz

- Petr Kubíček
Zweier-Canadier 500 m: 5. Platz
Zweier-Canadier 1000 m: 5. Platz

Frauen
- Jana Polakovičová
Einer-Kajak 500 m: im Halbfinale ausgeschieden
Zweier-Kajak 500 m: im Halbfinale ausgeschieden

- Helena Vašáková
Zweier-Kajak 500 m: im Halbfinale ausgeschieden

### Leichtathletik
Männer
- František Břečka
200 m: im Viertelfinale ausgeschieden
4-mal-400-Meter-Staffel: 7. Platz

- Karel Kolář
400 m: im Halbfinale ausgeschieden
4-mal-400-Meter-Staffel: 7. Platz

- Jozef Plachý
1500 m: 6. Platz

- Jiří Sýkora
5000 m: 9. Platz
10.000 m: im Vorlauf ausgeschieden

- Josef Jánský
Marathon: Rennen nicht beendet

- Vlastimil Zwiefelhofer
Marathon: Rennen nicht beendet

- Július Ivan
110 m Hürden: im Vorlauf ausgeschieden

- Dušan Moravčík
3000 m Hindernis: 10. Platz

- Josef Lomický
4-mal-400-Meter-Staffel: 7. Platz

- Dušan Malovec
4-mal-400-Meter-Staffel: 7. Platz

- Pavol Blažek
20 km Gehen: 14. Platz
50 km Gehen: 10. Platz

- Juraj Benčík
20 km Gehen: Rennen nicht beendet
50 km Gehen: 13. Platz

- Jozef Pribilinec
20 km Gehen: 20. Platz

- Jaromír Vaňous
50 km Gehen: Rennen nicht beendet

- Jan Leitner
Weitsprung: 18. Platz

- Jaromír Vlk
Kugelstoßen: 7. Platz

- Imrich Bugár
Diskuswurf: Silber

- Jiří Chamrád
Hammerwurf: 12. Platz

Frauen
- Jarmila Kratochvílová
400 m: Silber

- Jarmila Nygrýnová
Weitsprung: 6. Platz

- Zdeňka Bartoňová-Šilhavá
Kugelstoßen: 10. Platz
Diskuswurf: 11. Platz

- Marcela Koblasová
Fünfkampf: 11. Platz

### Moderner Fünfkampf
- Jan Bártů
Einzel: 16. Platz
Mannschaft: 6. Platz

- Bohumil Starnovský
Einzel: 26. Platz
Mannschaft: 6. Platz

- Milan Kadlec
Einzel: 8. Platz
Mannschaft: 6. Platz

### Radsport
- Jiří Škoda
Straßenrennen: 13. Platz
Mannschaftszeitfahren: Bronze

- Vlastibor Konečný
Straßenrennen: 17. Platz
Mannschaftszeitfahren: Bronze

- Michal Klasa
Straßenrennen: Rennen nicht beendet
Mannschaftszeitfahren: Bronze

- Ladislav Ferebauer
Straßenrennen: 37. Platz

- Alipi Kostadinov
Mannschaftszeitfahren: Bronze

- Anton Tkáč
Bahn Sprint: 4. Platz

- Petr Kocek
Bahn 1000 m Zeitfahren: 7. Platz

- Martin Penc
Bahn 4000 m Einerverfolgung: 8. Platz
Bahn 4000 m Mannschaftsverfolgung: Bronze

- Teodor Černý
Bahn 4000 m Mannschaftsverfolgung: Bronze

- Igor Sláma
Bahn 4000 m Mannschaftsverfolgung: Bronze

- Jiří Pokorný
Bahn 4000 m Mannschaftsverfolgung: Bronze

### Ringen
- Antonín Jelínek
Fliegengewicht, griechisch-römisch: 5. Platz

- Josef Krysta
Bantamgewicht, griechisch-römisch: 6. Platz

- Michal Vejsada
Federgewicht, griechisch-römisch: 8. Platz

- Vítězslav Mácha
Weltergewicht, griechisch-römisch: 6. Platz

- Miroslav Janota
Mittelgewicht, griechisch-römisch: 8. Platz

- Oldřich Dvořák
Schwergewicht, griechisch-römisch: 6. Platz

- Dan Karabín
Weltergewicht, Freistil: Bronze

- Július Strnisko
Schwergewicht, Freistil: Bronze

### Rudern
Männer
- Vladek Lacina
Einer: 4. Platz

- Zdeněk Pecka
Doppel-Zweier: Bronze

- Václav Vochoska
Doppel-Zweier: Bronze

- Miroslav Knapek
Zweier ohne Steuermann: 5. Platz

- Miroslav Vraštil
Zweier ohne Steuermann: 5. Platz

- Josef Plamínek
Zweier mit Steuermann: 6. Platz

- Milan Škopek
Zweier mit Steuermann: 6. Platz

- Oldřich Hejdušek
Zweier mit Steuermann: 6. Platz

- Vojtěch Caska
Vierer ohne Steuermann: 4. Platz

- Jiří Prudil
Vierer ohne Steuermann: 4. Platz

- Josef Neštický
Vierer ohne Steuermann: 4. Platz

- Lubomír Zapletal
Vierer ohne Steuermann: 4. Platz

- Pavel Konvička
Vierer mit Steuermann: 9. Platz

- Martin Hladík
Vierer mit Steuermann: 9. Platz

- Jan Kabrhel
Vierer mit Steuermann: 9. Platz

- Milan Suchopár
Vierer mit Steuermann: 9. Platz

- Antonín Barák
Vierer mit Steuermann: 9. Platz

- Dušan Vičík
Achter mit Steuermann: 4. Platz

- Jiří Pták
Achter mit Steuermann: 4. Platz

- Pavel Pevný
Achter mit Steuermann: 4. Platz

- Karel Neffe
Achter mit Steuermann: 4. Platz

- Karel Mejta junior
Achter mit Steuermann: 4. Platz

- Milan Kyselý
Achter mit Steuermann: 4. Platz

- Ctirad Jungmann
Achter mit Steuermann: 4. Platz

- Lubomír Janko
Achter mit Steuermann: 4. Platz

- Milan Doleček
Achter mit Steuermann: 4. Platz

### Schießen
- Vladimír Hurt
Schnellfeuerpistole 25 m: 26. Platz

- Ivan Némethy
Freie Pistole 50 m: 13. Platz

- Jaroslav Pekař
Kleinkalibergewehr Dreistellungskampf 50 m: 22. Platz

- Adolf Jakeš
Kleinkalibergewehr Dreistellungskampf 50 m: 24. Platz
Kleinkalibergewehr liegend 50 m: 20. Platz

- Jiří Vogler
Kleinkalibergewehr liegend 50 m: 32. Platz

- Bohumír Pokorný
Laufende Scheibe 50 m: 14. Platz

- Jiří Bachroň
Laufende Scheibe 50 m: 18. Platz

- Josef Machan
Trap: 11. Platz

- Josef Hojný
Trap: 4. Platz

- Josef Panáček
Skeet: 11. Platz

- Pavel Pulda
Skeet: 4. Platz

### Schwimmen
Männer
- Radek Havel
100 m Freistil: im Vorlauf ausgeschieden
400 m Freistil: im Vorlauf ausgeschieden
4-mal-200-Meter-Freistil-Staffel: im Vorlauf ausgeschieden

- Petr Adamec
100 m Freistil: im Vorlauf ausgeschieden
400 m Freistil: im Vorlauf ausgeschieden
4-mal-200-Meter-Freistil-Staffel: im Vorlauf ausgeschieden

- Daniel Machek
400 m Freistil: 5. Platz
1500 m Freistil: im Vorlauf ausgeschieden
400 m Lagen: 8. Platz
4-mal-200-Meter-Freistil-Staffel: im Vorlauf ausgeschieden

- Miloslav Rolko
100 m Rücken: 4. Platz
200 m Rücken: im Vorlauf ausgeschieden
100 m Schmetterling: im Halbfinale ausgeschieden
400 m Lagen: 6. Platz
4-mal-200-Meter-Freistil-Staffel: im Vorlauf ausgeschieden

Frauen
- Irena Fleissnerová
100 m Brust: im Vorlauf ausgeschieden
200 m Brust: 5. Platz

### Segeln
- Josef Šenkýř
Finn-Dinghy: 14. Platz

- Ivan Brandejs
Flying Dutchman: 12. Platz

- Václav Brandejs
Flying Dutchman: 12. Platz

### Turnen
Männer
- Jiří Tabák
Einzelmehrkampf: 8. Platz
Boden: 4. Platz
Pferdsprung: 6. Platz
Barren: 21. Platz
Reck: 20. Platz
Ringe: Bronze 
Seitpferd: 25. Platz
Mannschaftsmehrkampf: 6. Platz

- Rudolf Babiak
Einzelmehrkampf: 21. Platz
Boden: 33. Platz
Pferdsprung: 38. Platz
Barren: 36. Platz
Reck: 26. Platz
Ringe: 10. Platz
Seitpferd: 19. Platz
Mannschaftsmehrkampf: 6. Platz

- Jan Zoulík
Einzelmehrkampf: 25. Platz
Boden: 26. Platz
Pferdsprung: 30. Platz
Barren: 28. Platz
Reck: 34. Platz
Ringe: 17. Platz
Seitpferd: 32. Platz
Mannschaftsmehrkampf: 6. Platz

- Miloslav Kučeřík
Einzelmehrkampf: 38. Platz
Boden: 33. Platz
Pferdsprung: 35. Platz
Barren: 39. Platz
Reck: 62. Platz
Ringe: 34. Platz
Seitpferd: 22. Platz
Mannschaftsmehrkampf: 6. Platz

- Jan Migdau
Einzelmehrkampf: 40. Platz
Boden: 26. Platz
Pferdsprung: 30. Platz
Barren: 41. Platz
Reck: 31. Platz
Ringe: 30. Platz
Seitpferd: 55. Platz
Mannschaftsmehrkampf: 6. Platz

- Jozef Konečný
Einzelmehrkampf: 43. Platz
Boden: 43. Platz
Pferdsprung: 9. Platz
Barren: 18. Platz
Reck: 56. Platz
Ringe: 37. Platz
Seitpferd: 58. Platz
Mannschaftsmehrkampf: 6. Platz

Frauen
- Radka Zemanová
Einzelmehrkampf: 10. Platz
Boden: 18. Platz
Pferdsprung: 23. Platz
Stufenbarren: 16. Platz
Schwebebalken: 5. Platz
Mannschaftsmehrkampf: 4. Platz

- Jana Labáková
Einzelmehrkampf: 11. Platz
Boden: 6. Platz
Pferdsprung: 12. Platz
Stufenbarren: 27. Platz
Schwebebalken: 22. Platz
Mannschaftsmehrkampf: 4. Platz

- Eva Marečková
Einzelmehrkampf: 12. Platz
Boden: 26. Platz
Pferdsprung: 9. Platz
Stufenbarren: 9. Platz
Schwebebalken: 17. Platz
Mannschaftsmehrkampf: 4. Platz

- Katarína Šarišská
Einzelmehrkampf: 19. Platz
Boden: 19. Platz
Pferdsprung: 31. Platz
Stufenbarren: 14. Platz
Schwebebalken: 14. Platz
Mannschaftsmehrkampf: 4. Platz

- Dana Brýdlová
Einzelmehrkampf: 26. Platz
Boden: 24. Platz
Pferdsprung: 35. Platz
Stufenbarren: 22. Platz
Schwebebalken: 15. Platz
Mannschaftsmehrkampf: 4. Platz

- Anita Šauerová
Einzelmehrkampf: 33. Platz
Boden: 28. Platz
Pferdsprung: 38. Platz
Stufenbarren: 27. Platz
Schwebebalken: 29. Platz
Mannschaftsmehrkampf: 4. Platz

### Volleyball
Männer
- 8. Platz
Pavel Valach
Jaroslav Šmíd
Vlado Sirvoň
Pavel Řeřábek
Ján Repák
Igor Prieložný
Josef Pick
Josef Novotný
Vlastimil Lenert
Cyril Krejčí
Jaroslav Kopet
Ján Cifra

### Wasserspringen
Frauen
- Heidemarie Bártová-Grécká
3 m Kunstspringen: 13. Platz

- Dana Chmelařová
10 m Turmspringen: 12. Platz